# European Indoor Championships 1991
L'European Indoor Championships 1991 è stato un torneo di tennis giocato sul cemento. È stata la 2ª edizione del torneo, che fa parte della categoria World Series nell'ambito dell'ATP Tour 1991. Si è giocato a Berlino in Germania dal 7 al 14 ottobre 1991.

## Campioni

### Singolare maschile
Petr Korda ha battuto in finale  Arnaud Boetsch con il punteggio di 6–3, 6–4

### Doppio maschile
Petr Korda /  Karel Nováček hanno battuto in finale  Jan Siemerink /  Daniel Vacek con il punteggio di 3–6, 7–5, 7–5